# تقنية حيوية بيئية

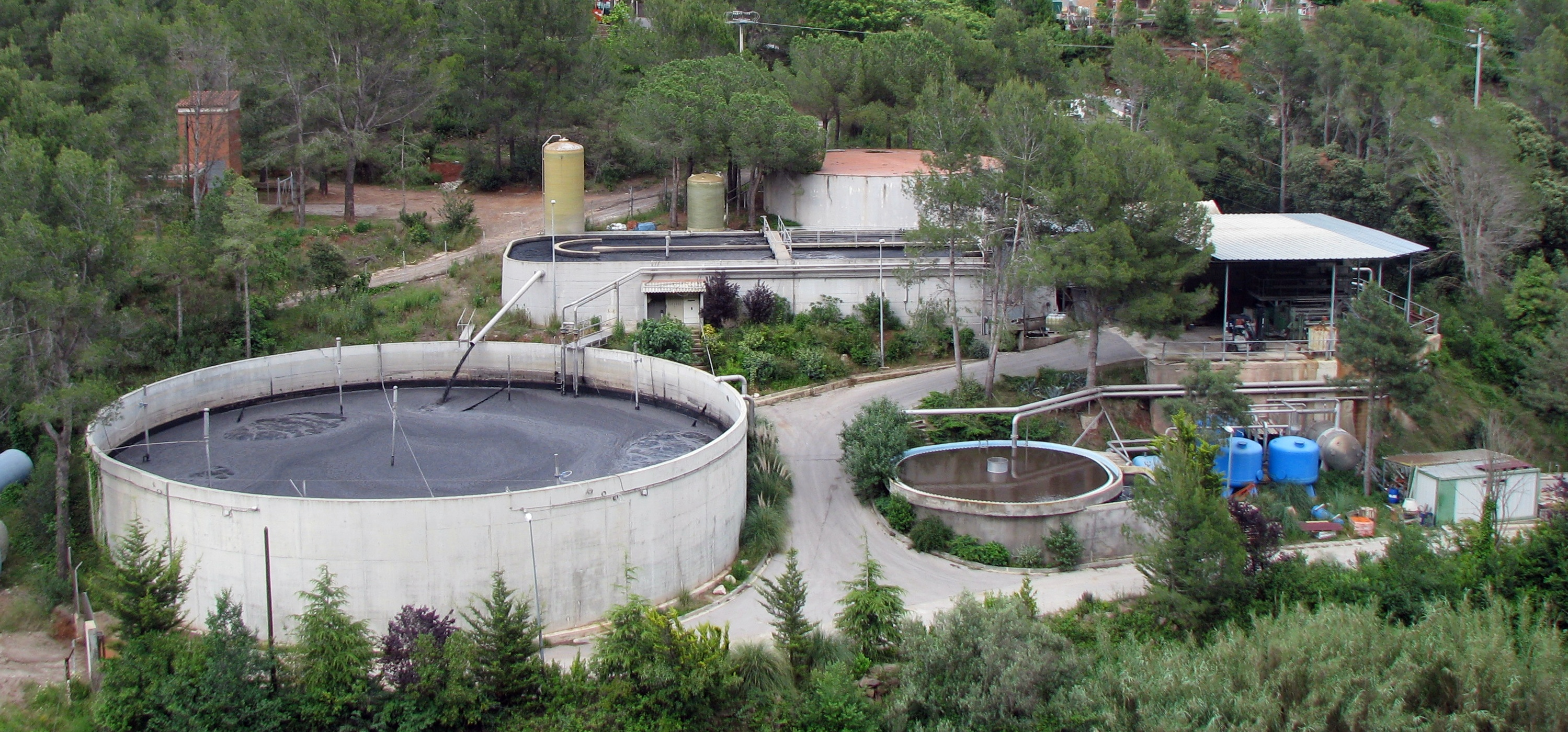

التقنية الحيوية البيئية هي تطبيق التقانة الحيوية واستخدامها لدراسة البيئة الطبيعية. كما قد تعني التقانة الحيوية البيئة كذلك بتسخير العملية الحيوية للاستخدامات والاستكشافات التجارية. وتُعَرِّف الجمعية الدولية للتقنية الحيوية البيئية نسخة محفوظة 23 أبريل 2010 على موقع واي باك مشين.(بالإنجليزية: International Society for Environmental Biotechnology)‏ التقانة البيئية الحيوية على أنها "تطوير، استخدام وتنظيم تشريع الأنظمة الحيوية لمعالجة البيئات المتلوثة (الأرض، الهواء، والماء)، وكذلك إجراء العمليات الصديقة للبيئة (أو ما يُطلق عليها تقنيات التصنيع الخضراء والتنمية المستدامة (بالإنجليزية: sustainable development)‏)."
كذلك يمكن وصف التقنية الحيوية البيئية ببساطة على أنها "الاستخدام المثالي الرشيد للطبيعة، المتواجدة في أشكال نباتات، حيوانات، بكتريا، فطريات وكذلك أشنيات، بهدف إنتاج طاقة متجددة، طعام، ومغذيات في دائرةٍ مدمجةٍ متآزرةٍ ومتعاونةٍ (بالإنجليزية: synergistic)‏ من الفائدة المتمثلة في إجراء العمليات حيث تصبح مخلفات وفضلات كل عمليةٍ تغذيةً مرتجعةً لعمليةٍ أخرى."

## أهمية التقنية الحيوية البيئية تجاه الزراعة، الأمن الغذائي، تلطيف حدة التغير المناخي والتأقلم والأهداف الإنمائية للألفية
دعى العلم من خلال مشروع التقييم الدولي للتقنية والعلوم الزراعية من أجل التنمية (بالإنجليزية:  International Assessment of Agricultural Science and Technology for Development)‏ إلى التقدم على الصعيد الصغير في مجال أنظمة وتقنية الزراعة البيئية الزراعية بهدف تحقيق الأمن الغذائي، تطليف حدة التغير المناخي، التأقلم والتكيف للتغير المناخي، بالإضافة إلى تحقيق المرامي الإنمائية للألفية. هذا وقد تم توضيح أن للتقنية الحيوية البيئية دورٌ هامٌ حيويٌ في علم البيئة الزراعية (بالإنجليزية: agroecology)‏ في صورة الزراعة بدون مخلفات (بالإنجليزية: zero waste agriculture)‏، ودورٌ أكثر أهميةٍ من خلال عملية إنتاج أكثر من 15 مليون هاضماً غازياً حيوياً (بالإنجليزية: biogas digester)‏ عبر أرجاء العالم أجمع.

## الأهمية المنصبة على التقنية الحيوية الصناعية
النظر إلى بيئةٍ فيها نوعٌ معينٌ من التلوث يمثل الحد الأقصى بها. فدعونا ننظر مثلاً إلى المخلفات السائلة لصناعة النشا (صناعة أكا ساغو) والتي اختطلت مع موارد المياه المحلية كالاحواض المائية والبحيرات. حيث كنا قد وجدنا مخلفاتٍ ضخمةٍ من النشا والتي ليس من السهل تناولها لتتحلل بواسطة الكائنات الدقيقة ما عدا في بعض الأمثلة القليلة. فقد قمنا بعزل بعض الكائنات الحية الدقيقة عن الموقع الملوث ومسحناها وفحصناهاللتعرف على أي تغييراتٍ واضحةٍ في تركيبها الجينومي مثل التشوهات أو التحورات. ثم يتم التعرف على الجينات المتحورة بعد ذلك. ويحدث هذا بفضل أن الكائنات الدقيقة المعزولة تكيف من نفسها لتحلل / وتستخدم النشا بصورةٍ أفضلٍ من الميكروبات الأخرى من بني جنسها. ومن ثم، يتم استنساخ الجينات الناتجة على الكائنات الحية الدقيقة صناعياً والتي تستخدم بعد ذلك بصورةٍ أوسعٍ اقتصادياً في العمليات الهامة والتي منها صناعة الأدوية التخمرات... إلخ.
وعلى نفس المنوال، يمكن توضيح بعض المواقف الأخرى، كما هو الحال في حوادث بقع التسرب الزيتي في المحيطات والتي تتطلب عمليات تنظيفٍ، حيث وُجِدَ أن الميكروبات المعزولة عن البيئات الغنية بالنفط كما هو الحال في آبار النفط، وأنابيب نقل النفط، لها القدرة على تحليل النفط واستدامه كمصدرٍ للطاقة. ومن ثم يمكن الاستفادة منها في علاج ومكافحة بقع التسرب النفطي.
وما زال هناك توضيحاً آخراً يتمثل في مسألة الميروبات المعزولة من المبيدات الحشرية في البيئات الغينة. حيث أنها قد تكون قادرةً على استخدام المبيدات الحشرية كمصدرٍ للطاقة ومن ثم عندما تمتزج مع المخصبات الحيوية، ستكون بوظيفةٍ ممتازةٍ كمصدر تأمينٍ ضد زيادة معدلات التسمم بالمبيدات الحشرية في المجال الزراعي.
إلا أن نقطة الجدال النقيضة تتمثل فيما إذا كانت هذه الكائنات الدقيقة المنتجة حديثاً ستسفر عن عدم توازنٍ في البيئة المعنية أم لا. حيث أن التناغم المتبادل الذي تتعايش فيه هذه الكائنات الحية في تلك البيئة الخاصة قد يكون ملزماً أن يواجه تغيراً أو تحولاً، كما أننا يجب أن نكون حذرين بشدةٍ حتى لا نتسبب في إحداث تشوشاً في العلاقات المتبادلة القائمة بالفعل في تلك البيئة والتي نضع فيها تلك الكائنات الدقيقة المستنسخة والمكتشفة حديثاً. كما أن تحليلاً للفوائد والمساويء الناجمة قد يمهد من الطريق أمام تلك الصورة المحسنة من التقانة الحيوية البيئية. وفي الختام فالبيئة هي ما نحاول جميعاً أن نحميها.

### تطبيقات التقنية الحيوية في مجال البيئة
1. التخلص من الملوثات باستخدام الكائنات الحية Bioremediation.
2. الحد من ظاهرة التلوث بالمغذيات Eutrophication.
3. إنتاج الوقود الحيوي Biofuel.
4. الكاشفات الحيوية Bioindicators.
5. الاختبارات الحيوية Bioassays.

## وصلات خارجية
- الجمعية الدولية للتقنية الحيوية البيئية نسخة محفوظة 23 أبريل 2010 على موقع واي باك مشين.
- مؤسسة أوربت: منظمة غير حكومية ألمانية تهتم بدعم وتحفيز التطوير العلمي والتقني للتقنية الحيوية البيئية
- منبر التقنية الحيوية البيئية الصناعي
- مركز التقنية الحيوية البيئية نسخة محفوظة 16 ديسمبر 2008 على موقع واي باك مشين. في معمل لورنس بيركلي الوطني.
- التقنية الحيوية البيئية CRC.
- راجيش كومار، JRF-DRDO، قسم التقنية البيئية الحيوية، مدرسة العلوم البيئية، جامعة Bharathidasan، تيروتشيرابيلي، تاميلنودا، الهند.
- التقنية الحيوية البيئية، تأليف دي أيه فاليرو- جامعة ديوك. والذي يناقش كلاً من تطبيقات اتقنية الحيوية البيئية وتأثيرات التقانيات الحيوية على اليئة.